# Fernanda Alves
Fernanda Berti Alves (São Joaquim da Barra, 29 juni 1985), spelersnaam Fernanda, is een Braziliaans volleyballer en beachvolleyballer.

## Carrière

### Zaal
Van 2002 tot en met 2012 was Fernanda actief in de zaal. Ze kwam voornamelijk uit voor clubs in eigen land, waaronder EC Pinheiros. Ze speelde verder van 2007 tot en met 2009 twee jaar in het buitenland: het eerste seizoen Zuid-Korea en het tweede in Italië. Met de Braziliaanse juniorenploeg werd ze in 2003 wereldkampioen. Daarnaast was Fernanda van 2005 tot en met 2011 onderdeel van de nationale selectie. Met het team won ze de Zuid-Amerikaanse titel in 2005 en de gouden medaille bij de Universiade en bij de Militaire Wereldspelen in 2011.

### Beach
In 2013 maakte Fernanda de overstap naar het beachvolleybal. Het eerste anderhalf seizoen vormde ze een team met Elize Maia. Het duo was vooral actief in de Zuid-Amerikaanse competitie. Ze namen verder in totaal deel aan vier toernooien in de FIVB World Tour met een vijfde plaats in Anapa als beste resultaat. Halverwege 2014 wisselde Fernanda van partner naar Taiana Lima. Ze deden dat seizoen mee aan zes FIVB-toernooien en behaalden daarbij vijf toptienklasseringen. Het tweetal boekte een overwinning in Den Haag en eindigde als vierde in Stare Jabłonki. Het jaar daarop speelden ze negen reguliere wedstrijden in de World Tour. Ze behaalden onder meer een tweede (Gstaad), een derde (Sint-Petersburg) en een vijfde plaats (Yokohama). Bij de wereldkampioenschappen in Nederland bereikten Fernanda en Taiana de finale die ze verloren van hun landgenoten Bárbara Seixas en Ágatha Bednarczuk.
In 2016 deed Fernanda met Josi Alves mee aan zes FIVB-toernooien met drie toptienklasseringen als resultaat. Ze eindigden als vijfde in Poreč en werden negende in Antalya en Klagenfurt. Later dat jaar vormde ze een team met Bárbara en speelde ze enkele wedstrijden in het nationale circuit. In 2017 namen ze in aanloop naar de WK in Wenen deel aan acht toernooien in de World Tour. Ze boekten een overwinning in Xiamen en vierde plaatsen in Rio de Janeiro en Poreč. In Wenen kwamen het duo niet verder dan zestiende finale die verloren ging tegen het Canadese tweetal Sarah Pavan en Melissa Humana-Paredes. Het daaropvolgende seizoen behaalden ze bij zeven wedstrijden enkel toptienklasseringen; in Fort Lauderdale werd gewonnen en in Wenen eindigden ze als tweede.
Fernanda en Bárbara bereikten in 2019 de kwartfinale bij de WK in Hamburg. Deze werd verloren van het Zwitserse duo Nina Betschart en Tanja Hüberli, waardoor ze als vijfde eindigden. Bij de overige tien toernooien in de World Tour haalden ze zevenmaal de toptien met als hoogste klassering een vijfde plaats in Ostrava. In november dat jaar eindigde het duo als vijfde bij het toernooi van Chetumal. In het najaar van 2021 deed Fernanda met Maria Antonelli mee aan het toernooi van Itapema. Het jaar daarop namen ze deel aan vier toernooien in de Beach Pro Tour – de opvolger van de World Tour – met een vijfde plaats in Uberlândia als beste resultaat. Het toernooi in Uberlândia was tevens het laatste internationale optreden van Fernanda.

## Palmares

### Zaal
- 2003:  WK U20
- 2005:  Zuid-Amerikaans kampioenschap
- 2011:  Universiade
- 2011:  Militaire Wereldspelen

### Beach
Kampioenschappen
- 2015:  WK
- 2019: 5e WK

FIVB World Tour
- 2014:  Grand Slam Den Haag
- 2015:  Grand Slam Sint-Petersburg
- 2015:  Gstaad Majors
- 2017:  3* Xiamen
- 2018:  5* Fort Lauderdale
- 2018:  5* Wenen